# Narona

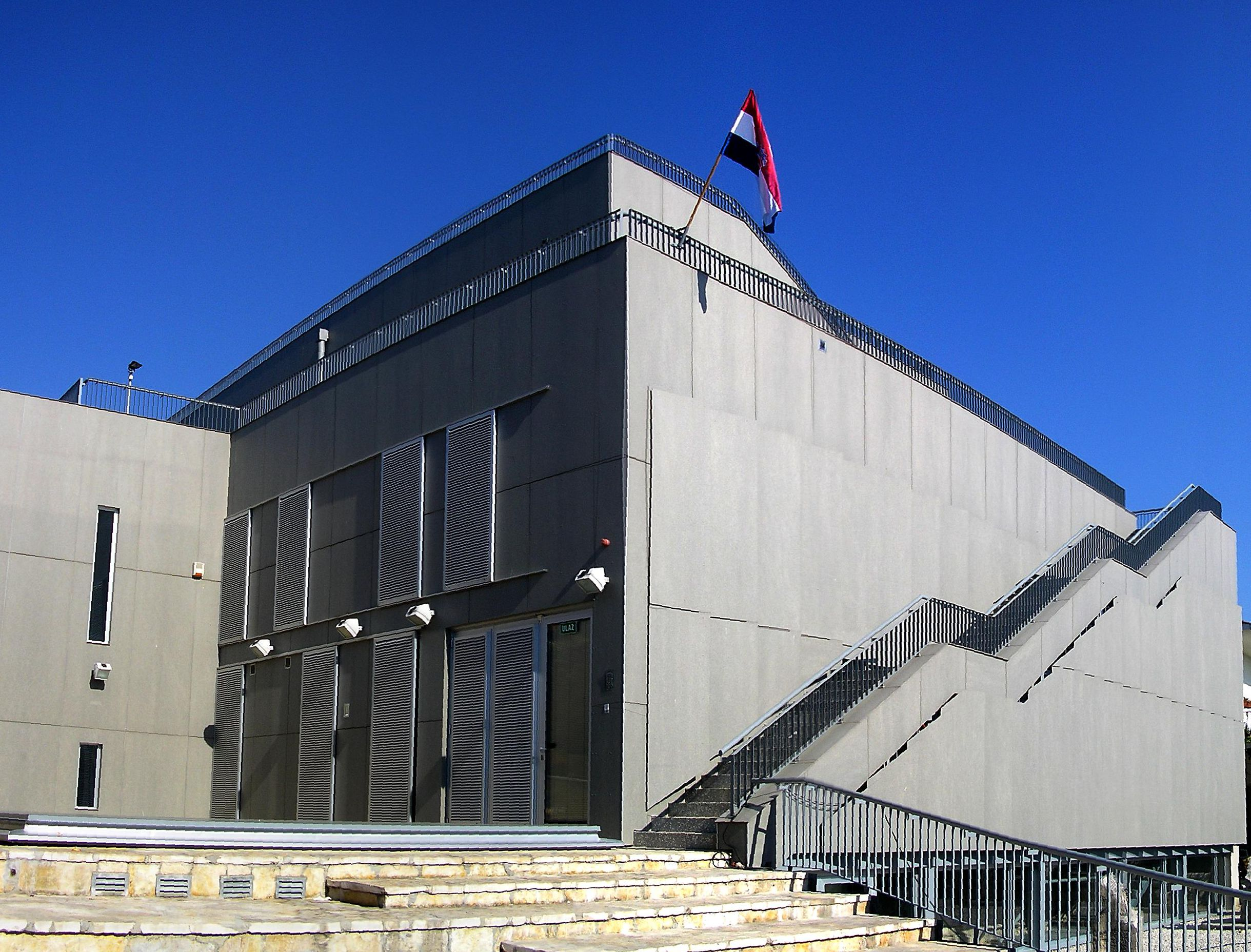
Museu Arqueológico de Narona

Narona foi uma antiga cidade romana localizada no vale do rio Neretva, na atual Croácia. Fazia parte da província romana da Dalmácia. Fundada depois das Guerras Ilírias, localizava-se nas planícies aluviais situadas entre a atual cidade de Metković e a vila de Vid. Foi fundada como um entreposto comercial (emporion) por volta dos séculos III e II a.C., e mencionada pela primeira vez no 24º capítulo do Périplo de Pseudo-Cílax. Narona tornou-se a principal fortaleza romana da região no século I a.C. No século VI d.C., passou para o domínio bizantino, e deixou de existir no século VII, após a chegada das tribos eslavas na região.
Em 1995 um templo romano foi descoberto na região, que havia sido dedicado pelo governador Dolabela e continha estátuas dos imperadores Cláudio e Vespasiano, além de duas de Augusto e sua esposa, Lívia. As estátuas haviam sido vandalizadas no século IV, e jaziam no solo, com suas cabeças quebradas. As cabeças de Vespesiano e uma das estátuas de Lívia foram compradas por Sir Arthur Evans, em 1878, e recolocadas em seus corpos; desde então foram exibidas em diversos museus da Europa.